# Функция Лиувилля
В теории чисел, функция Лиувилля {\displaystyle \lambda (n)} — мультипликативная арифметическая функция, равная +1, если число является произведением чётного числа простых чисел, и −1 в противном случае.
Точнее, пусть {\displaystyle n=p_{1}^{a_{1}}\cdots p_{k}^{a_{k}}} — факторизация числа, {\displaystyle p_{1}<\ldots <p_{k}} — простые числа, {\displaystyle a_{j}} — натуральные числа. Тогда
{\displaystyle \lambda (n)=(-1)^{a_{1}+\ldots +a_{k}}} (последовательность A008836 в OEIS).
Функция Лиувилля тесно связана с функцией Мёбиуса {\displaystyle \mu (n)}. Если {\displaystyle n=a^{2}b}, где {\displaystyle b} — число, свободное от квадратов, то
{\displaystyle \lambda (n)=\mu (b).}
Сумма функции по всем делителям {\displaystyle n} является характеристической функцией множества точных квадратов:
{\displaystyle \sum _{d|n}\lambda (d)={\begin{cases}1&n=k^{2},\;k\in \mathbb {N} \\0&{\sqrt {n}}\notin \mathbb {N} .\end{cases}}}
Применение формулы обращения Мёбиуса даёт нам отсюда
{\displaystyle \lambda (n)=\sum _{d^{2}|n}\mu \left({\frac {n}{d^{2}}}\right).}
Абсолютная величина функции Мёбиуса является функцией, обратной к {\displaystyle \lambda (n)} относительно свёртки Дирихле.

## Ряды
Ряд Дирихле функции Лиувилля выражается через дзета-функцию Римана как
{\displaystyle {\frac {\zeta (2s)}{\zeta (s)}}=\sum _{n=1}^{\infty }{\frac {\lambda (n)}{n^{s}}}.}
Кроме того,
{\displaystyle \sum \limits _{n=1}^{\infty }{\frac {\lambda (n)\ln n}{n}}=-\zeta (2)=-{\frac {\pi ^{2}}{6}}.}
Ряд Ламберта функции имеет вид
{\displaystyle \sum _{n=1}^{\infty }{\frac {\lambda (n)q^{n}}{1-q^{n}}}=\sum _{n=1}^{\infty }q^{n^{2}}={\frac {1}{2}}\left(\vartheta _{3}(q)-1\right),}
где {\displaystyle \vartheta _{3}(q)} — тета-функция Якоби.